# 1555
- Wikisource

| Calendário gregoriano                                                        | 1555 MDLV                                            |
| Ab urbe condita                                                              | 2308                                                 |
| Calendário arménio                                                           | 1004 – 1005                                          |
| Calendário bahá'í                                                            | -289 – -288                                          |
| Calendário budista                                                           | 2099                                                 |
| Calendário chinês                                                            | 4251 – 4252 Início a 22 de janeiro (aproximadamente) |
| Calendário copta                                                             | 1271 – 1272                                          |
| Calendário etíope                                                            | 1547 – 1548                                          |
| Calendários hindus - Vikram Samvat - Calendário nacional indiano - Cáli Iuga | 1610 – 1611 1476 – 1477 4655 – 4656                  |
| Calendário Holoceno                                                          | 11555                                                |
| Calendário islâmico                                                          | 962 – 963                                            |
| Calendário judaico                                                           | 5315 – 5316                                          |
| Calendário persa                                                             | 933 – 934                                            |
| Calendário rúnico                                                            | 1805                                                 |
| Calendário solar tailandês                                                   | 2098                                                 |

1555 (MDLV, na numeração romana) foi um ano comum do século XVI do Calendário Juliano, da Era de Cristo, e a sua letra dominical foi F (52 semanas), teve início a uma terça-feira e terminou também a uma terça-feira.
| Ano completo                       |
| ---------------------------------- |
| Ano comum com início à terça-feira |

## Eventos
- Nostradamus publica suas Centúrias.
- 9 de Abril - O Cardeal Marcelo Cervini é eleito Papa com o nome de Marcelo II. O seu pontificado iria durar apenas 21 dias.
- 25 de Setembro - É assinado o Tratado de Paz de Augsburgo entre o sacro imperador romano Carlos V e a liga Schmalkaldic assegurando a coexistência entre um sistema de zonas protestantes e católicas na actual Alemanha.
- Conclusão das obras no Mosteiro de Jesus, Ribeira Grande, ilha de São Miguel, Açores.
- Naufrágio na Baía de Angra da nau Assumpção, comandada por Jácome de Melo.[1]
- Naufrágio da nau alcunhada de Algarvia Velha, assim que chegou das Índias.[2]

## Nascimentos
- - 6 de Janeiro - Melchior von Rödern, comandante militar alemão durante a guerra contra a Turquia (m. 1600).
  - 25 de Janeiro - Carlos de Aumale, filho de Cláudio de Guise, Duque de Aumale (1526-1573) (m. 1631).
  - 9 de Fevereiro - Marco Antonio Bonciari, jesuíta e gramático italiano (m. 1616).
  - 19 de Fevereiro - Jorge Alberto de Brandemburgo, filho de João Jorge de Brandemburgo (1525-1598) (m. 1557).
  - 24 de Fevereiro - Josias Stimmer, pintor suíço (m. 1574).
  - 18 de Março - François, Duque de Anjou, filho caçula de Henrique II da França e de Catarina de Médici (m. 1584).
  - 4 de Abril - Georg Weiganmeier, hebraísta cristão e dicionarista (m. 1599).
  - 10 de Abril - Pedro Sanchez de Aguilar, bispo mexicano de Santa Cruz, Bolívia (m. 1640).
  - 21 de Abril - Ludovico Carracci, pintor italiano (m. 1619). Ludovico Carracci: A Virgem Maria

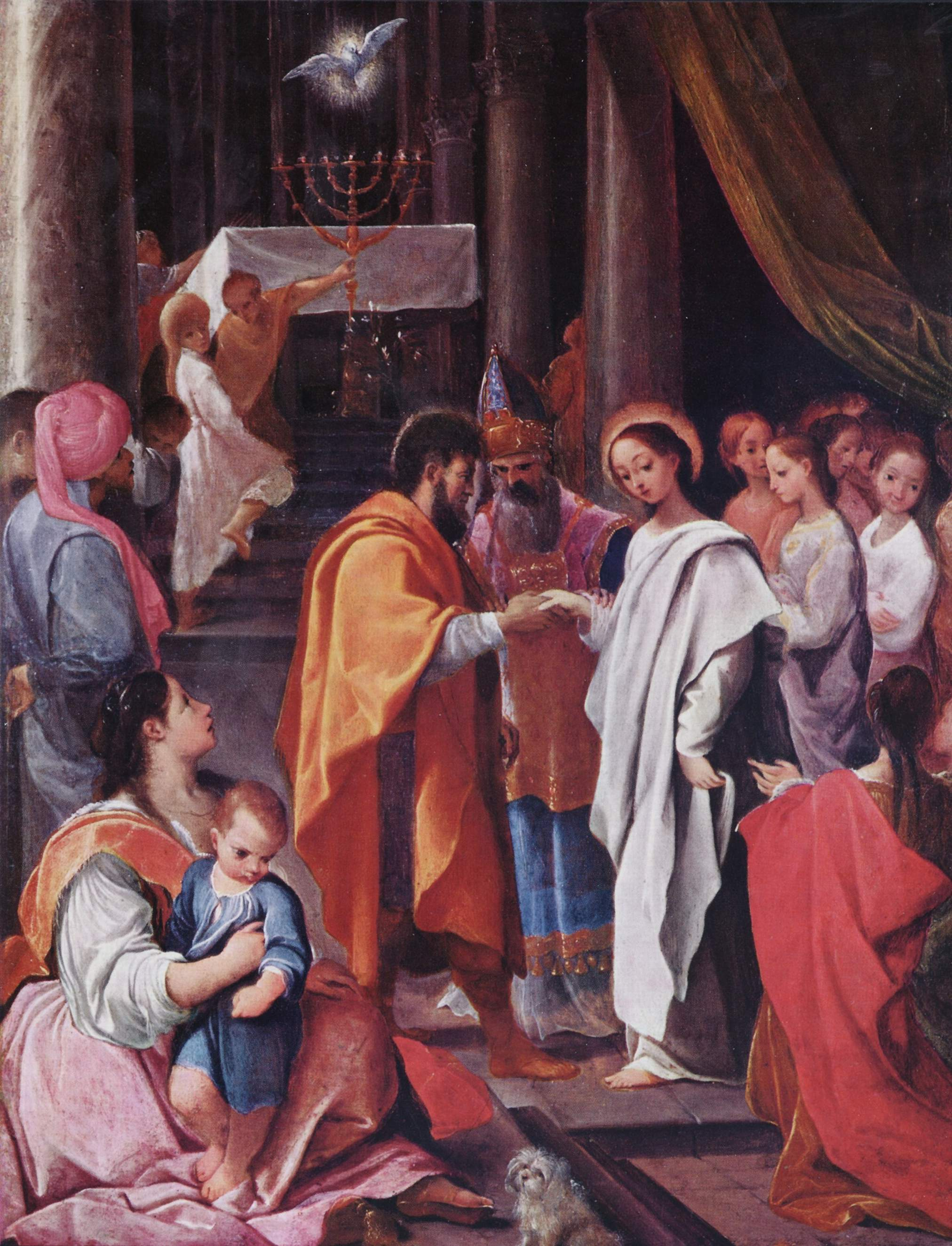
Ludovico Carracci: A Virgem Maria

  - 25 de Abril - Naresuan, rei de Ayutthaya sob o pseudônimo de Sanphet II de 1590 até sua morte em 1605.
  - 13 de Maio - Johann Philipp von Gebsattel, príncipe-bispo de Bamberg (m. 1609).
  - 29 de Maio - George Carew, 1o Conde de Totnes (m. 1629).
  - 10 de Junho - Carlos, Conde de Öttingen, filho do Conde Luís XVI de Öttingen (1508-1569) (m. 1558).
  - 11 de Junho - Ludovico Zacconi, compositor italiano (m. 1627).
  - 13 de Junho - Giovanni Antonio Magini, astrônomo e cartógrafo italiano (m. 1617).
  - 6 de Julho - Luís II de Lorena, Luís de Guise, Arcebispo e Duque de Reims de 1574 até sua morte (m. 1588).
  - 17 de Julho - Richard Carew, antiquariano e tradutor inglês (m. 1620).
  - 1 de Agosto - Edward Kelley, Edward Talbot, alquimista e místico inglês (m. 1597).
  - 8 de Agosto - Ulrich Andreä, conde e médico alemão (m. 1596).
  - 10 de Agosto - Vavřinec Benedikt z Nudožer, Lourenço Benedito de Nedožier, educador, humanista, lingüista, filólogo e poeta eslovaco  (m. 1615).
  - 13 de Agosto - Guy XIX de Laval, Paul de Coligny,  Conde de Harcourt (m. 1586).
  - 3 de Setembro - Jan Zbigniew Ossoliński, fidalgo lituano de origem polonesa (m. 1623).
  - 6 de Setembro - Johann von Bodeck, banqueiro alemão de origem belga (m. 1631).
  - 18 de Setembro - Heinrich Welling, filólogo e Professor de Língua Latina da Universidade de Tübingen (m. 1620).
  - 23 de Setembro - Louise de Coligny, quarta esposa de Guilherme, O Taciturno (1533-1584) (m. 1620).
  - 24 de Setembro - Magno, filho de Ana da Dinamarca (1532-1585) (m. 1558).
  - 28 de Setembro - Henrique de La Tour de Auvérnia, Duque de Bulhão, estadista, diplomata e político francês (m. 1623).
  - 6 de Outubro - František I. Nádašdy, Ferenc Nádašdy, fidalgo e comandante militar húngaro (m. 1604).
  - 12 de Outubro - Peregrine Bertie I, general e 13o Barão Willoughby de Eresby (m. 1601).
  - 18 de Outubro - Melchior Eckhart, teólogo evangélico alemão (m. 1616).
  - 24 de Outubro - Walpurge, Condessa de Bentheim, filha de Everwin III von Bentheim (1536-1562) (m. 1628).
  - 7 de Novembro - Andreas Cludius, jurista alemão (m. 1624).
  - 4 de Dezembro - Heinrich Meibom, poeta e historiador alemão (m. 1625).
  - 5 de Dezembro - Nicolaus Serarius, jesuíta, exegeta e historiador francês (m. 1609).
  - 7 de Dezembro - Johannes Göddaeus, jurista, teólogo e filósofo alemão (m. 1632).
  - 16 de Dezembro - Hermann Vultejus, jurista alemão (m. 1634). Hermann Vultejus

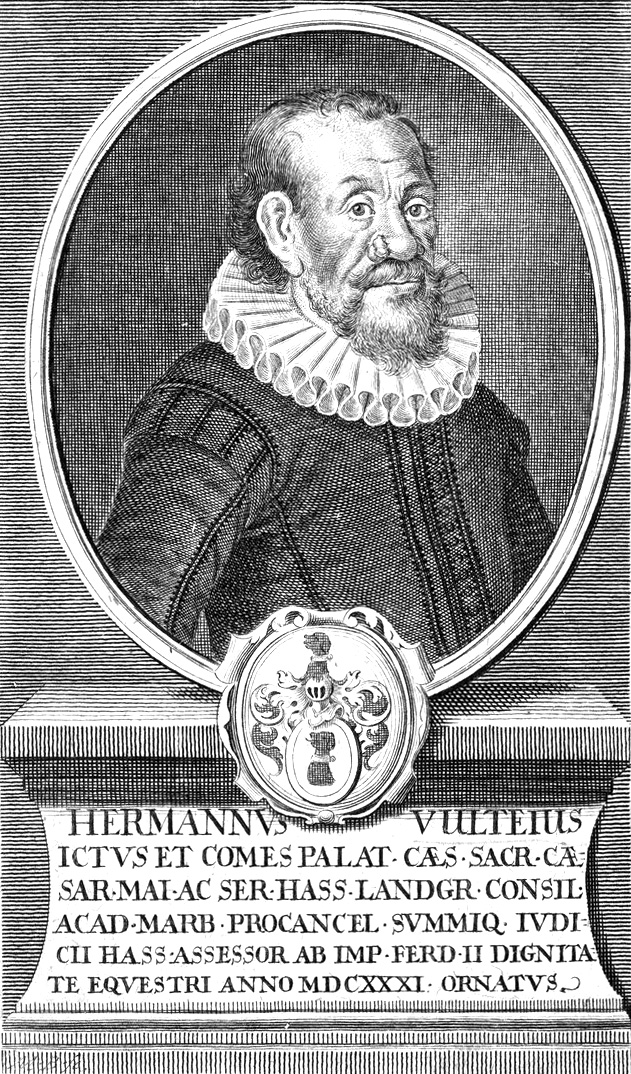
Hermann Vultejus

  - 23 de Dezembro - Mikuláš Dačický z Heslova, Nicolau Dačický de Heslov , aristocrata e escritor tcheco (m. 1626).
  - 27 de Dezembro - Johann Arndt, reformador e teólogo luterano alemão (m. 1621). Johann Arndt
  - Datas Indeterminadas

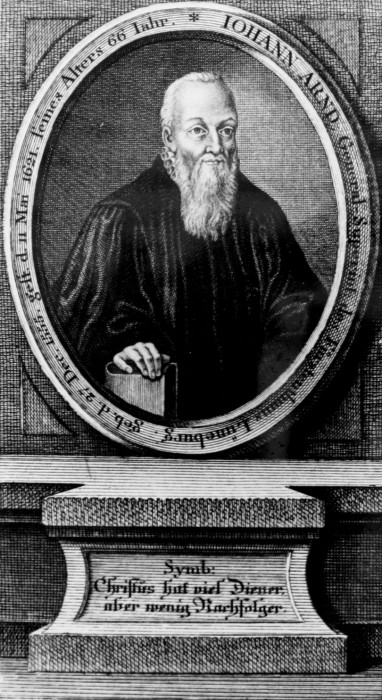
Johann Arndt

  - Adam Sędziwój Czarnkowski, fidalgo polonês e voivoda de Łęczyca (m. 1628).
  - Antoine de Pluvinel, professor de cavalgada de Luís XIII da França (m. 1620).
  - Antonio Tempesta, pintor e gravador italiano (m. 1630).
  - Baldassarre Báthory, Voivoda da Transilvânia, (m. 1594).
  - Carlos II de Mônaco, regente de Mônaco de 1581 até sua morte. (m. 1589).
  - Charles Stuart, 5o Conde de Lennox (m. 1576).
  - Dong Qichang, 董其昌, pintor, calígrafo e teórico chinês (m. 1636).
  - François de Malherbe, poeta, crítico e tradutor francês (m. 1628).
  - Gaspar Pérez de Villagrá, explorador espanhol (m. 1620).
  - Giovan Battista Trotti, il Malosso, pintor italiano (m. 1619).
  - Giovanni Gabrieli, compositor e organista italiano (m. 1612).
  - Henry Garnet, jesuíta inglês, executado por causa de seu envolvimento na Conspiração da Pólvora de 5 de novembro de 1605.(m. 1606).
  - Jan Zbigniew Ossoliński, fidalgo polonês e secretário do rei; pai do príncipe e chanceler polonês Jerzy Ossolinski (1595-1650) (m. 1628).
  - Joshua Falk, Rabbi e comentarista bíblico (m. 1614).
  - Konishi Yukinaga, daimyo cristão japonês (m. 1600).
  - Lancelot Andrewes, Bispo de Winchester (m. 1626).
  - Lourenço Soares de Almada, 6.º conde de Abranches, alcaide-mor de Lisboa (m. 1582).
  - Moderata Fonte, pseudônimo de Modesta Pozzo , romancista e poetisa italiana e autora da obra Il merito delle donne (O Valor das Mulheres, 1600) (m. 1592).
  - Okudaira Sadamasa, fidalgo japonês (m. 1615).
  - Paolo Quagliati, compositor e organista italiano (m. 1628).
  - Petrus Kenicius, Arcebispo de Upsália (m. 1636).
  - Rutilio Benincasa, astrônomo e astrólogo italiano (m. 1626).
  - Samuel Eidels, Rabbi e talmudista (m. 1631).

## Mortes
- - 9 de Janeiro - Johann VI. von Schönburg, Bispo de Gurk desde 1552 até sua morte. (n. ?).
  - 14 de Janeiro - Jacobus Sylvius, Jacques Dubois, médico e anatomista francês (n. 1478).  Jacobus Sylvius

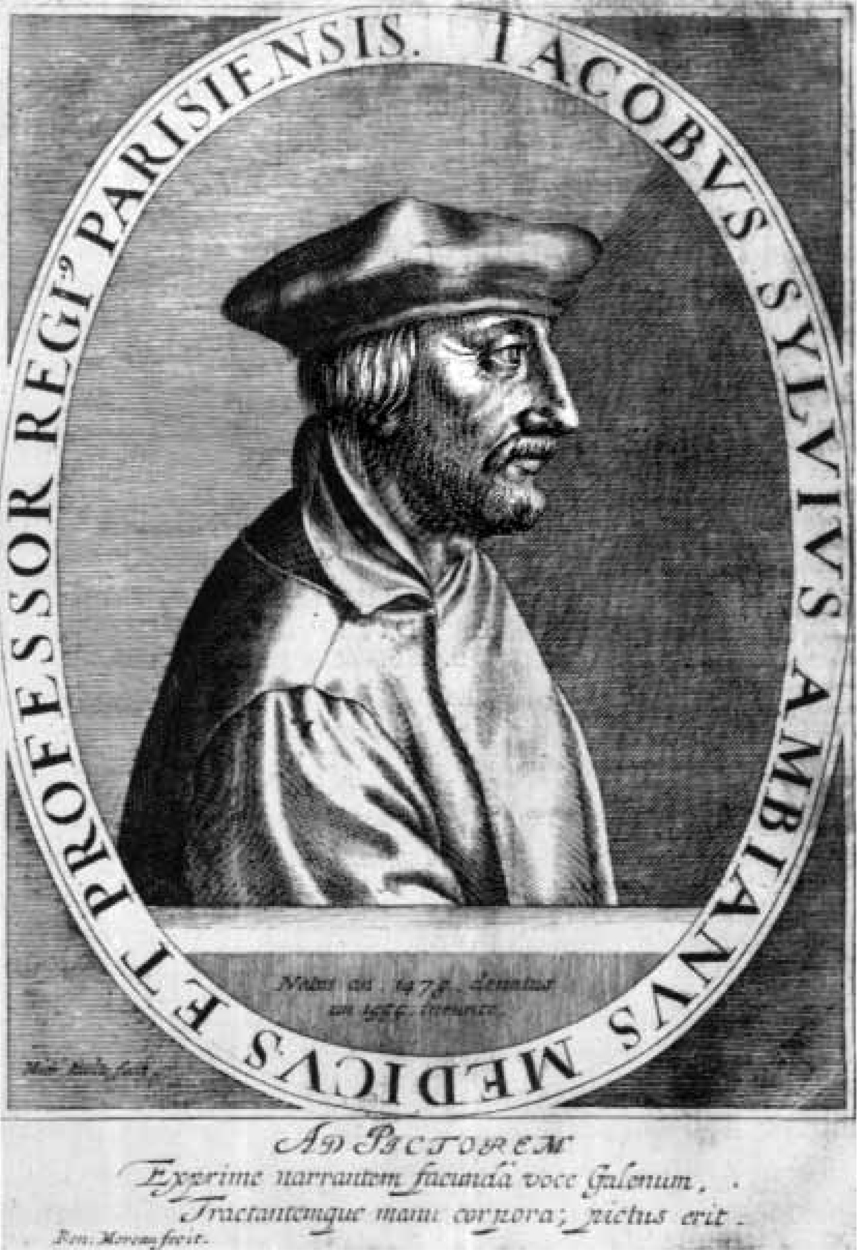
Jacobus Sylvius

  - 24 de Janeiro - Caspar von Schönberg, O Velho, chefe de estado saxão (n. 1481).
  - 27 de Janeiro - Michael Vayh, Professor de Retórica da Universidade de Tübingen (n. 1504).
  - 4 de Fevereiro - John Rogers, pastor, tradutor da Bíblia e mártir cristão inglês (morreu queimado na fogueira) (n. c1500).
  - 8 de Fevereiro - Laurence Saunders, clérigo inglês (morreu queimado na fogueira) (n. c1500).
  - 9 de Fevereiro - John Hooper, Bispo de Gloucester e Worcester (morreu queimado na fogueira) (n. c1497).
  - 9 de Fevereiro - Christian Egenolff, editor musical alemão (n. 1502).
  - 9 de Fevereiro - Rowland Taylor, mártir cristão protestante inglês (morreu queimado na fogueira) (n. 1510).
  - 17 de Fevereiro - Giuliano Bugiardini, pintor italiano (n. 1476).
  - 21 de Fevereiro - Helena, Prioreza de Trier,  (n. 1467).
  - 2 de Março - Ludovico Spontoni, compositor italiano (n. ?).
  - 9 de Março - Johannes Cincinnius, Johannes Kruyshaer, humanista alemão (n. 1485).
  - 14 de Março - John Russell, 1o Conde de Bedford (n. 1485).
  - 18 de Março - Ernst von Miltitz, Lord Chamberlain e aristocrata alemão (n. c1495).
  - 18 de Março - Sebastian von Heusenstamm, chanceler alemão e Arcebispo de Mainz (n. 1500).
  - 23 de Março - Papa Júlio III, Giovanni Maria Ciocchi del Monte, (n. 1487). Papa Júlio III - Retratado por Scipione Pulzone

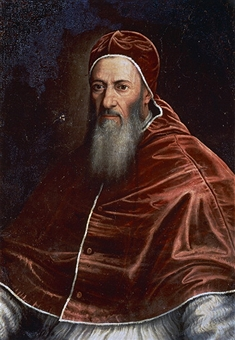
Papa Júlio III - Retratado por Scipione Pulzone

  - 25 de Março - Claudio Tolommei, humanista e Bispo de Roma (n. 1492).
  - 26 de Março - Martin Lipsius, canonista em Lovaina, tio-avô do filólogo e humanista Justus Lipsius (1547-1606) (n. 1492).
  - 27 de Março - William Hunter, mártir protestante mariano, morto na fogueira aos 19 anos. (n. 1536).
  - 1 de Abril - Luca degli Albizzi, condottiero italiano (n. 1511).
  - 4 de Abril - Paola Antonia Negri, religiosa italiana (n. 1508).
  - 6 de Abril - Giovannangelo Arcimboldi, Bispo de Novara e Arcebispo de Milão (n. 1485).
  - 11 de Abril - Joana de Castela, Joana, A Louca, filha de Fernando II de Aragão e Isabel I de Castela. (n. 1479). Joana de Castela

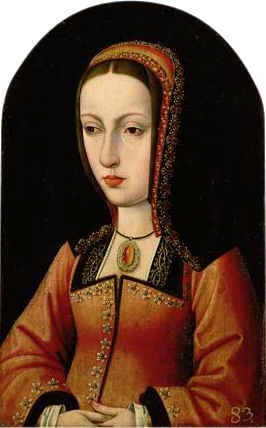
Joana de Castela

  - 18 de Abril - Polidoro Virgilio, humanista e historiador italiano (n. 1470).
  - 18 de Abril - David Lindsay, poeta e diplomata escocês (n. 1485).
  - 22 de Abril - Bartholomäus Bruyn, O Velho, pintor alemão (n. 1493).
  - 27 de Abril - Nikolaus von Carlowitz, Bispo de Meißen de 1550 até sua morte (n. 1502).
  - 28 de Abril - Girolamo Bellarmato, cartógrafo, arquiteto e engenheiro italiano (n. 1493).
  - 29 de Abril - Giovan Francesco Caroto, pintor italiano (n. c1480).
  - 1 de Maio Papa Marcelo II, Marcello Cervini, 222º papa da Igreja Católica Romana, depois de 21 dias de pontificado. (n. 1501).
  - 8 de Maio - Giovanni Battista del Tasso, arquiteto e escultor italiano (n. 1500).
  - 10 de Maio - Hans Seusenhofer, criador de armaduras, pai de Jörg Seusenhofer, (que morreu em 30 de setembro de 1580), mestre de heráldica de Ferdinando I, Sacro Imperador Romano-Germânico (n. 1470).
  - 25 de Maio - Henrique II de Navarra, filho de João III, rei de Navarra (n. 1503). Henrique II de Navarra

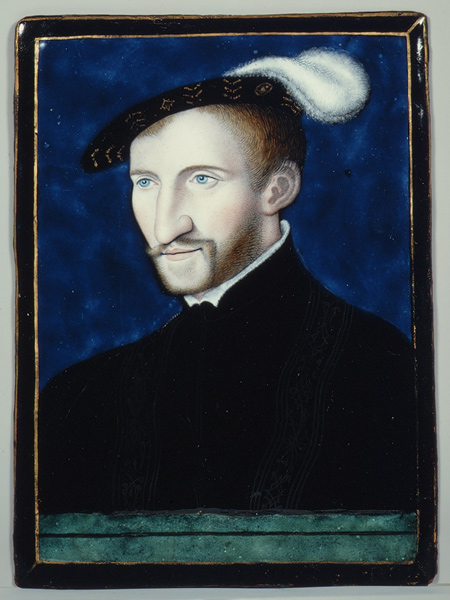
Henrique II de Navarra

  - 25 de Maio - Gemma Frisius, Jemme Reinerszoon, médico, matemático e cartógrafo holandês (n. 1508).
  - 5 de Junho - Antonius Niger, humanista, naturalista e médico alemão (n. 1500).
  - 7 de Junho - Maarten van Rossum, tático militar e marechal-de-campo holandês a serviço de  Charles, Duque de Guelders (1467-1538) (n. c1478).
  - 10 de Junho - Isabel da Dinamarca, casada com Joaquim I Nestor, Príncipe-Eleitor de Brandemburgo (1484-1535), filha do rei João I da Dinamarca (1455-1513) (n. 1485)."
  - 14 de Junho - Isabel de Zweibruecken, filha de Wolfgang de Zweibrücken (1526-1569) (n. ?).
  - 23 de Junho - Pedro Mascarenhas, navegador, descobridor e administrador colonial português (n. c1484).
  - 2 de Julho - Girolamo dai Libri, pintor e miniaturista italiano (n. 1474).
  - 6 de Julho - Antonio Muso Brassavola, médico italiano e médico particular de Ercole II d'Este, Duque de Ferrara (1508-1559), bem como de muitos reis e papas. (n. 1500).
  - 7 de Julho - Pangratz Bernhaubt, compilador, tradutor e cronista alemão (n. 1481).
  - 6 de Agosto - Stiebar von Buttenheim, canonista e humanista alemão (n. 1503).
  - 8 de Agosto - Oronce Finé, Orontius Finnaeus, matemático e cartógrafo francês (n. 1494).
  - 4 de Setembro - Paweł Holszański, em lituano, Povilas Alšėniškis, Bispo de Vilnius e grão-duque da Lituânia (n. 1485).
  - 8 de Setembro - Tomás de Villanova, Tomás García Martínez, Bispo de Valência, santo, educador e filantropista espanhol (n. 1488).
  - 9 de Outubro - Justus Jonas, o Velho, reformador protestante alemão (n. 1493).
  - 10 de Outubro - Girolamo Verallo, Bispo de Bertinoro (1540) e de Rossano (n. 1497).
  - 16 de Outubro - Nicholas Ridley, Bispo de Londres, teólogo e mártir inglês (n. 1500).
  - 16 de Outubro - Hugh Latimer, teólogo e reformador britânico (n. c1485).  Hugh Latimer

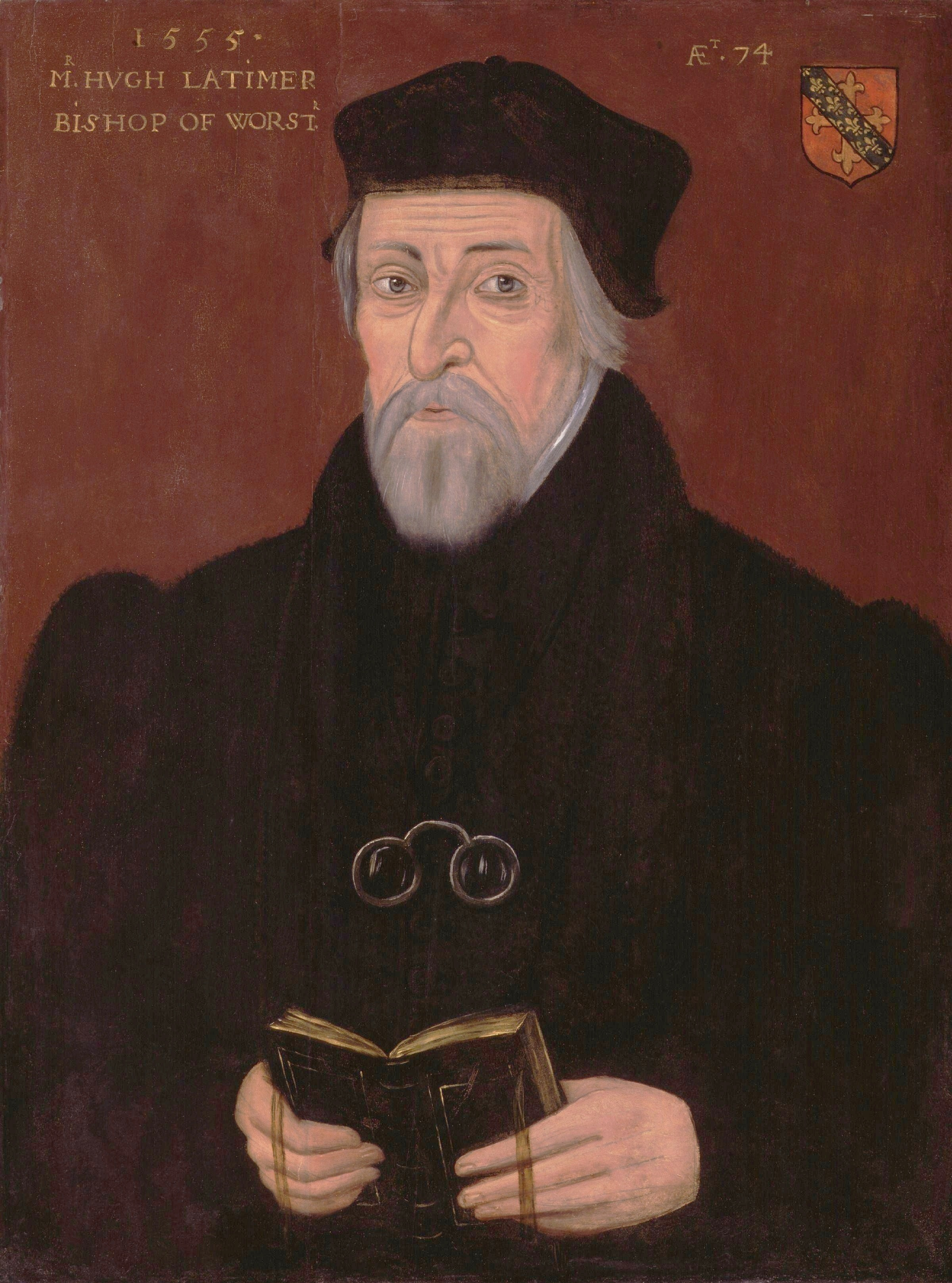
Hugh Latimer

  - 25 de Outubro - Olimpia Fulvia Morata, filóloga, humanista e erudita clássica italiana (n. 1526).
  - 4 de Novembro - Agnes von Hessen, Princesa e eleitora de Hessen, casada com Moritz von Sachsen (1521-1553) (n. 1527).
  - 8 de Novembro - Gian Giacomo Medici, il medeghino, condottiero italiano, morreu envenenado (n. 1498).
  - 12 de Novembro - Stephen Gardiner, Bispo de Winchester, teólogo, humanista e chefe de estado inglês (n. um 1497).
  - 13 de Novembro - Michael Meyenburg, reformador alemão e burgomestre de Nordhausen (n. 1491).
  - 20 de Novembro - Johann Musler, jurista alemão (n. 1502).
  - 21 de Novembro - Georgius Agricola, Georg Bower, humanista e mineralogista alemão (n. 1494). Georgius Agricola

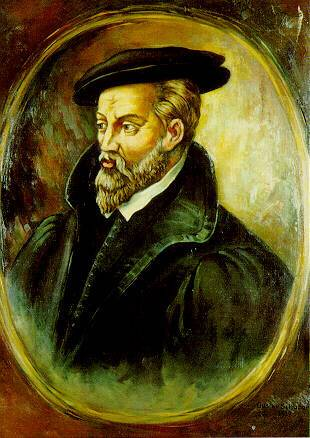
Georgius Agricola

  - 24 de Novembro - French Vervoort, místico holandês (n. ?).
  - 25 de Novembro - Bartolomeo Bontaca, pintor fiorentino (n. ?).
  - 27 de Novembro - Luís de Portugal, Duque de Beja, também conhecido como Luís de Aviz (n. 1506).
  - Dezembro - Stanisław Kostka, castelão e voivoda polonês (n. 1487).
  - 3 de Dezembro - Francesco di Bernardino, degli Amadori da Castel Durante', escultor italiano (n. ?).
  - 5 de Dezembro - Wolfgang von Salm, conde e Bispo de Passau (n. 1514).
  - 13 de Dezembro - Wolf von Ende, conde e Senhor de Rochsburg (n. 1515).
  - 27 de Dezembro - Onofrio Bartolini, arcebispo italiano de Pisa (n. c1490).
  - 30 de Dezembro - Konrad Praetorius, poeta e compositor alemão (n. ?).
  - 31 de Dezembro - Nicolaus Blanckaert, Alexander Candidus, carmelita e humanista holandês (n. c1500).
  - Datas Indeterminadas
  - Bartolomeo Veneto, pintor italiano (n. 1502).
  - Bisanzio Lupis, historiador e poeta italiano (n. 1478).
  - Colocolo, cacique da tribo Mapuche (n. 1490).
  - Fortunio Affaitati, teólogo, médico e astrólogo italiano (n. 1510).
  - Gerolamo Giovenone, pintor italiano (n. c1487).
  - Giovanni Antonio Amato, pintor italiano (n. 1475).
  - Giovanni Battista Lodron, condottiero italiano (n. 1480).
  - Giovanni Giacomo Della Porta, escultor e arquiteto italiano (n. 1485).
  - Giuliano di Baccio d'Agnolo, arquiteto e escultor italiano (n. 1491).
  - Isabella de Albret, princesa de Navarra, casada com René I, Visconde de Rohan (1516–1552) (n. 1513).
  - Jacopo Polverini, auditor e primeiro fiscal de Cosmo I da Toscana (1519-1574).
  - Mastro Giorgio Andreoli, ceramista, artesão e artista italiano (n. c1467).
  - Petrus Gillius, Pierre Gilles, topógrafo, naturalista e tradutor francês (n. 1490).
  - Pier Francesco Giambullari, acadêmico e escritor italiano (n. 1495).
  - Pietro Coppo, geógrafo e cartógrafo italiano (n. 1470)
  - Sigismondo II Malatesta, condottiero italiano (n. 1502).
  - Simone II Baschenis, pintor de afrescos italiano (n. c1490).

## Por tema
- 1555 no Brasil